# Mercè Rodoreda
Mercè Rodoreda i Gurguí  (Barcelona, 10. listopada 1908. – Girona, 13. travnja 1983.), katalonska književnica u poslijeratnom razdoblju.

## Romani
- Sóc una dona honrada? (1932.).
- Del que hom no pot fugir (1934.).
- Un dia en la vida d'un home (1934).
- Crim (1936.).
- Aloma (1938.).
- La plaça del Diamant (1962).
- El carrer de les Camèlies (1966.).
- Jardí vora el mar (1967.).
- Mirall trencat (1974.).
- Quanta, quanta guerra... (1980.).
- La mort i la primavera Barcelona (1986.).
- Isabel i Maria (1991.).

## Nagrade
- nagrada Joan Crexells
- počasna nagrada katalonskih književnika (Premi d'Honor de les Lletres Catalanes)